# Holbrook
Holbrook er en by i Navajo County i delstaten Arizona, USA.
Holbrook var tidligere en vigtig jernbanestation og vejstop på den gamle Route 66 (kendt som Old 66) eller Mother Road.
En af vestens mest glorværdige revolverdueller fandt sted i Holbrook i 1887, da sheriffen Commodore Perry Owens helt alene ordnede den desperate Cooper-Blevins-bande, ved at dræbe tre og såre én i næsten samme øjeblik.
Cooper-Blevins-banden var involveret i Pleasant Valley War, en fejde som startede i 1880 mellem kvæg- og fåreavlere, hvor over 30 mænd blev dræbt. De fleste var upartiske i denne fejde og flygtede ud af området (byen Young i Pleasant Valley). Efter at fejden sluttede i 1892, begyndte de fleste langsomt at vende tilbage. I dag er området stille og fredeligt og lever op til sit navn.